# Craniophora effusior
Craniophora effusior là một loài bướm đêm trong họ Noctuidae.